# Attalea magdalenica
Attalea magdalenica är en enhjärtbladig växtart som först beskrevs av Armando Dugand, och fick sitt nu gällande namn av Scott Zona. Attalea magdalenica ingår i släktet Attalea och familjen Arecaceae.
Artens utbredningsområde är Colombia. Inga underarter finns listade i Catalogue of Life.